# BETA Cargo
BETA Cargo, fundada en el año 1996, es una empresa aérea brasileña especializada en operaciones nacionales e internacionales.
La empresa tiene rutas aéreas propias, con frecuencias de 4 vuelos diarios y posee estructuras de handling en los aeropuertos. 
BETA Cargo posee terminales de carga en Guarulhos y en Manaus, con 3100 m² y 1500 m² respectivamente, destinadas al Cross-Docking, que es la gestión de la recepción, manejo y expedición de los productos, permitiendo el abastecimento de los proveedores.
Todo el manejo de la carga es realizado en la terminal de la BETA Cargo, comenzando con la paletización de la carga en el aeropuerto de origen, el cargado en la aeronave, descargado y despaletización de la carga en el destino y, finalmente la carga es entregada.

## Operaciones

### Operaciones Nacionales
Las aeronaves de la BETA Cargo poseen autorización para vuelos entre todas las capitales de Brasil. Además de esto, la empresa dispone de personal entrenado, y de todos los equipamientos necesarios para el transporte aéreo y tiene acuerdos con empresas aeroportuarias en todo Brasil.

### Operaciones Internacionales
BETA Cargo dispone de todo el equipamiento necesario para vuelos internacionales (Caribe y América del Sur). Actualmente, está en proceso de aprobación para su operación en los Estados Unidos y Europa.

## Transporte almacenado
Desde la reserva hasta la entrega de la carga por la compañía, Amazon Alliance gestiona el transporte de carga internacional, tanto en el tránsito aduanero como en las operaciones de vuelo, e informa de la situación del envío a los clientes.
La carga es trasladada dentro del territorio nacional, en las rutas de BETA Cargo (MAO/GRU/MAO, POA/GRU, REC/GRU, SSA/GRU) y después la carga es transportada en los aviones de las compañías aéreas internacionales de los aeropuertos de Guarulhos y Viracopos, en São Paulo. Antes de entregar la documentación y la carga, BETA Cargo realiza todo el proceso de liberación de los documentos junto a la Receta Federal.
Entre las características del Transporte Almacenado se encuentra el follow-up a los clientes, el trato directo con las compañías aéreas internacionales y el equipo de la empresa en trato directo con los órganos competentes.
BETA Cargo es la única compañía aérea brasileña que tiene varias compañías aéreas internacionales como afiliadas para la realización de este servicio.

## Transferencia de cargas
BETA Cargo realiza la transferencia de cargas aéreas en los mejores horarios para que su carga pueda estar posicionada en Manaus y en São Paulo a primera hora de la mañana y ser entregada en el mismo día en su destino. Entre sus rutas están: Manaus/São Paulo/Manaus, Recife/Salvador/São Paulo, Brasilia/Manaus/São Paulo.
Una de las principales características de la BETA Cargo son sus vuelos nocturnos, que tienen la finalidad de enviar materia prima y elementos a la Zona Franca de Manaus y retornar con el producto acabado, de las industrias para los centros de consumo.

## Flota
BETA Cargo posee flota propia y, opera con cinco aeronaves cargueras Boeing 707 y Douglas DC-8) que tienen capacidad para 40 a 48,5 toneladas cada una y sus vuelos son operados a todas las ciudades de Brasil, siempre que estos estén preparados para los aviones que la empresa opera. La empresa está en negociación para la adquisición de una aeronave adicional.
La flota actual se compone de las siguientes aeronaves:
1 x Boeing 707-323C
PP-BRG
4 x Douglas DC-8-73CF
PP-BEL
PP-BEM
PP-BET
PP-BEX

## Flota retirada
Boeing 707
PP-BRI (-351C)
PP-BRR (-323C)
PP-BSE (-330C) Accidente en Manaus cuando intentaba abortar un despegue en su ruta hacia Guarulhos.